# Karl-Heinz Lambertz

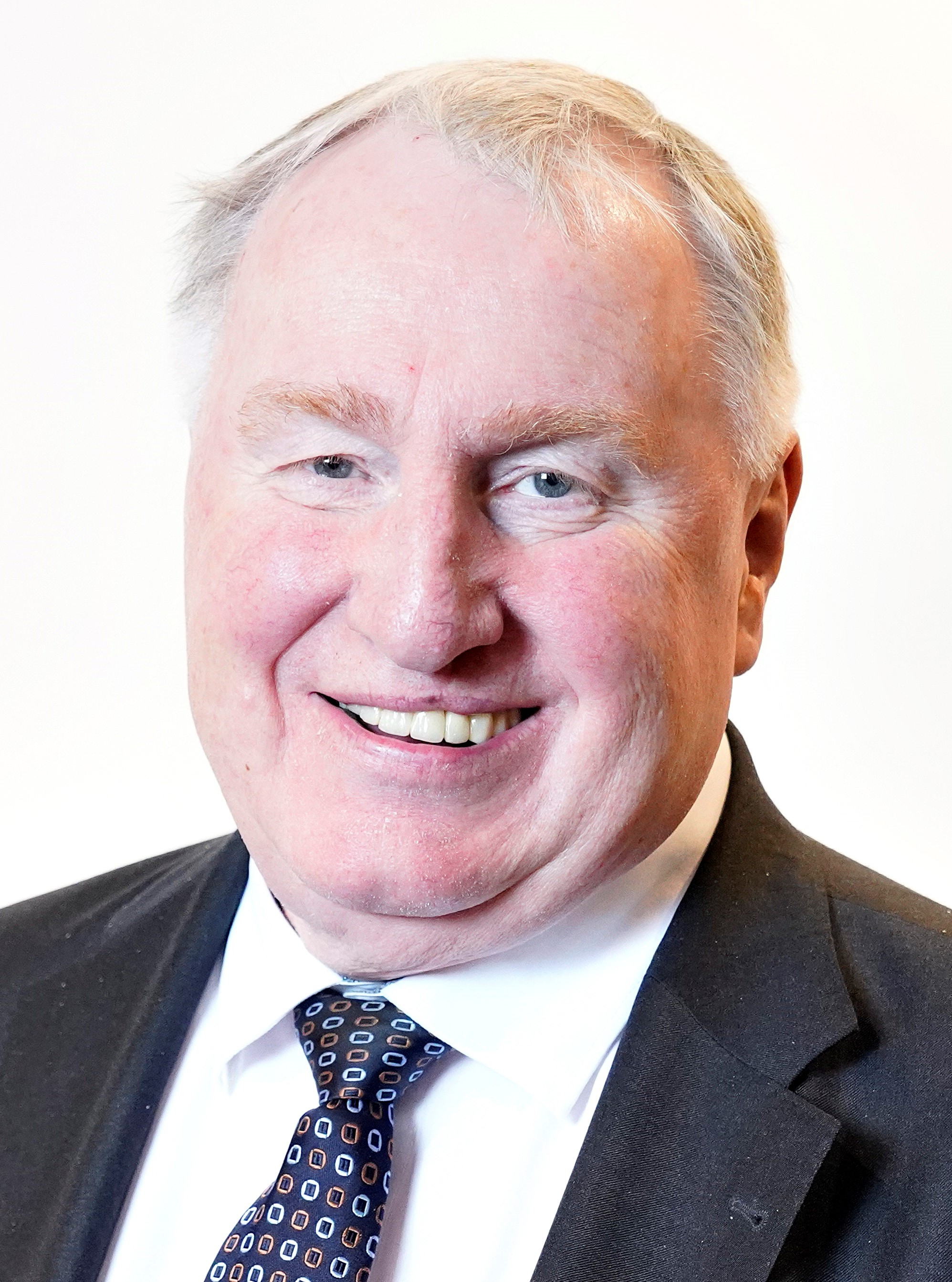
Karl-Heinz Lambertz, 2020

Karl-Heinz Lambertz (* 4. Juni 1952 in Schoppen, Gemeinde Amel) ist ein belgischer Politiker. Er gehört der Sozialistischen Partei (SP) an und war von 1999 bis 2014 Ministerpräsident der Deutschsprachigen Gemeinschaft Belgiens. Von 2016 bis 2019 war Lambertz Senator der Deutschsprachigen Gemeinschaft im belgischen Senat. Nachdem er bereits von 2014 bis 2016 Parlamentspräsident der Deutschsprachigen Gemeinschaft Belgiens war, hatte er dieses Amt wieder seit dem 17. Juni 2019 inne. Vom 12. Juli 2017 bis zum 12. Februar 2020 übte er den Vorsitz des Europäischen Ausschusses der Regionen aus. Am 28. Januar 2023 legte er sein Amt als Parlamentspräsident nieder, Nachfolger wurde Charles Servaty.

## Ausbildung und Beruf
Lambertz schloss sein Studium der Rechtswissenschaft mit dem belgischen Lizentiat ab, daneben hatte er auch deutsches Recht in Heidelberg studiert. Von 1976 bis 1980 wirkte er als Assistent an der juristischen Fakultät der Université catholique de Louvain (UCL), von 1980 bis 1981 als Berater im Kabinett des belgischen Ministers für institutionelle Reformen sowie als stellvertretender Direktor der AG Aerotech. 1981 wurde er Berater der regionalen Investitionsgesellschaft Société Régionale d’Investissement de Wallonie (SRIW); diese Funktion übte er bis 1990 aus. Von 1988 bis 2010 war er Dozent für deutsche Rechtsterminologie an der UCL.

## Politische Laufbahn
Von 1975 bis 1980 war er Präsident des Rates der Deutschsprachigen Jugend, von 1975 bis 1981 gehörte er dem Ausschuss für die offizielle deutsche Übersetzung von Gesetzen und Erlassen an. 1981 wurde er für die Parti Socialiste (PS) zum Abgeordneten im damaligen Rat der deutschen Kulturgemeinschaft gewählt. Diesem Gremium, das von 1984 bis 2004 Rat der Deutschsprachigen Gemeinschaft hieß und seit 2004 die Bezeichnung Parlament der Deutschsprachigen Gemeinschaft führt, gehört er seitdem an. Von 1981 bis 1990 war er Vorsitzender der sozialistischen Fraktion. Innerhalb der PS führte er von 1984 bis 1990 den deutschsprachigen Gebietsverband (SP). Seit 1986 ist er Mitglied des Parteivorstandes.
1990 wurde er Minister in der Regierung der Deutschsprachigen Gemeinschaft. In einer Koalition mit den Christlich-Sozialen (CSP) und den Liberalen (PFF) übernahm er die Geschäftsbereiche Medien, Erwachsenenbildung, Behindertenpolitik, Sozialhilfe und Berufsumschulung. Ab 1995 (in einer Koalition nur aus Christlich-Sozialen und Sozialisten) umfasste seine Zuständigkeit das Ressort Jugend, Ausbildung, Medien und Soziales. Zusätzlich war er von 1995 bis 1997 Mitglied des Stadtrates in Eupen, der Hauptstadt der DG. 1999 übernahm er an der Spitze einer Koalition aus Sozialisten, Liberalen und Grünen (Ecolo) das Amt des Ministerpräsidenten der DG, zugleich war er als Minister für Beschäftigung, Behindertenpolitik, Medien und Sport zuständig. Seit der Wahl 2004 führte er eine Koalition aus Sozialisten, Liberalen und der Partei der deutschsprachigen Belgier (PJU-PDB), seit 2008 ProDG, innerhalb der er auch Minister für lokale Behörden war.
Im Juli 2008 beauftragte König Albert II. Lambertz und die französischsprachigen Politiker François-Xavier de Donnea (MR) und Raymond Langendries (cdH), Lösungsvorschläge im politischen Konflikt zwischen Flamen und Wallonen zu erarbeiten.
Seit 2000 Mitglied des Kongresses der Gemeinden und Regionen beim Europarat (KGRE – Kammer der Regionen) übt er seit Oktober 2014 dort die Funktion des Vize-Präsidenten aus.
Seit 2001 ist er Mitglied des Ausschusses der Regionen (AdR) der Europäischen Union, hier vor allem tätig in der Fachkommission für Unionsbürgerschaft, Regieren, institutionelle Fragen und Außenbeziehungen (CIVEX) und der Fachkommission für Sozialpolitik, Bildung, Beschäftigung, Forschung und Kultur (SEDEC). Von 2011 bis 2015 war er Vorsitzender der SPE-Fraktion im AdR. Nachdem Lambertz von 2015 bis Juli 2017 erster Vizepräsident des AdR war, übte er vom 12. Juli 2017 bis zum 12. Februar 2020 den Vorsitz aus.
Im Rahmen der schweren Regierungskrise Belgiens aufgrund des Flämisch-wallonischen Konfliktes seit den Parlamentswahlen im Juni 2010 theoretisierte Lambertz im Falle eines Scheiterns des belgischen Staates u. a. über einen eigenständigen Staat Wallonie unter Einbeziehung der DG, einer völligen Unabhängigkeit der Gemeinschaft, einer Rückkehr zu Deutschland oder einem Zusammengehen mit Luxemburg.
2019 wurde er Präsident des Parlaments der Deutschsprachigen Gemeinschaft Belgiens. Seine Ernennung löste in der Bevölkerung Proteste aus, da er bei den vorangegangenen Wahlen deutlich an Stimmen eingebüßt hatte.

## Chronologische Übersicht der politischen Aktivitäten und Mandate
- 1975–1980: Präsident des Rates der Deutschsprachigen Jugend
- 1975–1981: Mitglied des Ausschusses für die offizielle deutsche Übersetzung von Gesetzen und Erlassen
- 1981–1990: Vorsitzender der SP-Fraktion im Rat der Deutschsprachigen Gemeinschaft
- 1981–heute: Mitglied des Parlamentes der Deutschsprachigen Gemeinschaft
- 1984–1990: Präsident der Sozialistischen Partei des Gebietes deutscher Sprache Belgiens
- 1990–1995: Gemeinschaftsminister für Medien, Erwachsenenbildung, Behindertenpolitik, Sozialhilfe und Berufsumschulung
- 1995–1997: Stadtratsmitglied in Eupen
- 1995–1999: Gemeinschaftsminister für Jugend, Ausbildung, Medien und Soziales
- 1999–2004: Ministerpräsident, Minister für Beschäftigung, Behindertenpolitik, Medien und Sport
- 1999–heute: Mitglied im Fachausschuss Kultur, Bildung und Forschung (EDUC) und im Fachausschuss für Wirtschafts- und Sozialpolitik (ECOS) des Ausschusses der Regionen der EU
- 2000-heute: Mitglied des KGRE
- 2004–2014: Ministerpräsident, Minister für lokale Behörden der Deutschsprachigen Gemeinschaft
- 2006–2010: Generalberichterstatter des KGRE für Fragen der grenzüberschreitenden Zusammenarbeit
- 2007–2010: Vorsitzender der Arbeitsgruppe für interregionale Zusammenarbeit beim KGRE (GT/CIR)
- 2008–2010: Vorsitzender des Ausschusses für Kultur und Bildung beim KGRE
- 2009-heute: Mitglied im Präsidium des Ausschusses der Regionen der EU
- 2010–2012: Leiter der belgischen Delegation beim KGRE
- 2010–2014: Vorsitzender des Ausschusses für Governance beim KGRE
- 2010–heute: Präsident der AGEG
- 2011–2015: Vorsitzender der SPE-Fraktion beim Ausschuss der Regionen
- 2012-heute: Thematischer Berichterstatter für interkonstitutionelle Beziehungen
- 2013–2014: Vorsitzender der Euregio Maas-Rhein (EMR)
- 2014-heute: Vize-Präsident des Kongresses der Gemeinden und Regionen beim Europarat
- 2014–2016: Vorsitzender der sozialistischen Fraktion des KGRE
- 2014–2016: Parlamentspräsident der Deutschsprachigen Gemeinschaft Belgiens
- 2016–2019: Senator der Deutschsprachigen Gemeinschaft Belgiens im belgischen Senat
- 2015–2017: Erster Vize-Präsident des Ausschusses der Regionen der EU
- 2017–2020: Präsident des Ausschusses der Regionen der EU
- 2019–2023: Parlamentspräsident der Deutschsprachigen Gemeinschaft Belgiens

## Auszeichnungen
- Ehrenmitglied des Exil-P.E.N.[8]
- Träger des Leopoldsordens
- 2010: Großes Bundesverdienstkreuz mit Stern[9]
- 2012: Großes Goldenes Ehrenzeichen mit dem Stern für Verdienste um die Republik Österreich[10]
- 2012: Großer Tiroler Adler-Orden
- 2013: Verdienstorden des Landes Rheinland-Pfalz
- 2013: Kaiser-Maximilian-Preis

## Schriften
- Belgien – Die Geburt eines Bundesstaates. In: Fikret Adanir, Manfred Alexander, Peter Alter, Gerhard Brunn, Georg Brunner, Jonas Hauszmann, Andreas Kappeler, Ethnos-Nation – eine Europäische Zeitschrift. Köln 1993, S. 49–56.
- Les autorités germanophones. In: Francis Delpérée, La Belgique Fédérale. Bruxelles 1994, S. 161–169.
- Les droits collectifs de protection des minorités et l'exemple de la Communauté germanophone de Belgique. In: Francis Delpérée, Laszlo Trocsanyi, L'Unité et la Diversité de l'Europe – Les Droits des Minorités: Les exemples belge et hongrois (Centre d'Etudes constituitionelles et administratives – 25). Bruxelles 2003, S. 125–131.
- Die Deutschsprachige Gemeinschaft Belgiens – ein Labor für interkulturelle Kommunikation in Europa. In: Rüdiger H. Jung, Helmut M. Schäfer, Vielfalt gestalten – Managing Diversity: Kulturenvielfalt als Herausforderung für Gesellschaft und Organisationen in Europa. Frankfurt a. M./London 2003, S. 49–58.
- Abhandlungen – Die Verfassung Belgiens und ihre Institutionen. In: Nordrhein-Westfälische Verwaltungsblätter – Zeitschrift für öffentliches Recht und öffentliche Verwaltung, 2003. S. 329–333.
- Interview mit Karl-Heinz Lambertz. In: Frank Berge, Alexander Grasse, Belgien – Zerfall oder föderales Zukunftsmodell? – Der flämisch-wallonische Konflikt und die Deutschsprachige Gemeinschaft. Opladen 2003, ISBN 3-8100-3486-X, S. 271–279.
- Stephan Förster, Karl-Heinz Lambertz, Leonhard Neycken: Die Deutschsprachige Gemeinschaft Belgiens – das kleinste Bundesland in der Europäischen Union. In: Europäisches Zentrum für Föderalismus-Forschung Tübingen, Jahrbuch des Föderalismus 2004 – Föderalismus, Subsidiarität und Regionen in Europa. Baden-Baden 2005, S. 207–218.
- Stephan Förster, Karl-Heinz Lambertz (Hrsg.): Small is beautiful, isn't it? – Herausforderungen und Perspektiven kleiner (glied)staatlicher Einheiten. Tübingen 2004, ISBN 3-9806978-8-6
- La Constitution Belge: Article 139 et 140. In: Marc Verdussen, La Constitution Belge (Lignes & Entrelignes), Brüssel 2004, S. 306–308.
- Thesen zur Zukunft des belgischen Staates. In: Johannes Koll, Nationale Bewegungen in Belgien – Ein historischer Überblick (Niederlande Studien – Band 37). Münster 2005, S. 179–188.
- Drei Alleinstellungsmerkmale der Deutschsprachigen Gemeinschaft. In: Katrin Stangherlin, La Communauté germanophone de Belgique – Die Deutschsprachige Gemeinschaft Belgiens. Brügge 2005, ISBN 2-87403-137-2, S. 8–13.
- Einführung in das belgische Bundesstaatsmodell. In: Anne Begenat-Neuschäfer. Belgien im Fokus – Geschichte – Sprachen – Kulturen. Frankfurt a. M. 2007, S. 67–73.
- Karl-Heinz Lambertz, Stephan Förster: Der Ausschuss der Regionen im Jahre 2006. In: Vorstand des Europäischen Zentrums für Föderalismus-Forschung Tübingen, Jahrbuch des Föderalismus 2007 – Föderalismus, Subsidiarität und Regionen in Europa. Baden-Baden 2008, S. 567–573.
- Transnationale gesellschaftliche Interaktion in der Europäischen Union und der Mehrwert interregionaler Zusammenarbeit in Europa am Beispiel der Deutschsprachigen Gemeinschaft Belgiens. In: Ulrich Hufelt, Peter-Christian Müller-Graff, Stefan Okruch, Schriftenreihe des Arbeitskreises Europäische Integration e. V. – Nachbarschaften innerhalb der Europäischen Union. Baden-Baden 2007, S. 247–250.
- Karl-Heinz Lambertz, Stephan Förster: Asymmetrischer Föderalismus in Belgien. In: Francesco Palermo, Rudolf Hrbek, Carolin Zwilling, Elisabeth Alber,Auf dem Weg zum asymmetrischen Föderalismus?. Baden-Baden 2007, S. 65–72.
- Die Deutschsprachige Gemeinschaft. In: Anne Gamper, Christoph Pan, Volksgruppen und regionale Selbstverwaltung in Europa (Band 8). Baden-Baden 2008, S. 125–132.
- Karl-Heinz Lambertz, Martin Große Hüttmann (Hrsg.): Europapolitik und Europafähigkeit von Regionen. Baden-Baden 2009, ISBN 978-3-8329-4717-0.
- Ein neuer Schub für Europa aus den Regionen?. In: Sigrid Fretlöh, jenseits von Programmdebatte und Europawahl – Diskussionsbeiträge zur europapolitischen Debatte in der Sozialdemokratie. Berlin 2009, S. 13–16.
- Erwiderung der Deutschsprachigen Gemeinschaft in Belgien: Preisträger des Institutionenpreises 2009. In: Helmut Glück, Walter Krämer, Eberhard Schöck, Wolf Peter Klein, Kulturpreis Deutsche Sprache 2009: Ansprachen und Reden. Paderborn 2009, ISBN 978-3-931263-90-4, S. 28–34.
- Karl-Heinz Lambertz, Stephan Förster: 25 Jahre Deutschsprachige Gemeinschaft Belgiens. Betrachtungen aus Sicht der Föderalismus-, Minderheiten- und Klein(glied)staatenforschung. In: Christoph Pan, Franz Matscher, Manfred Kittel, Europäisches Journal für Minderheitenfragen, Vol. 2, No 3). Wien 2009, S. 103–118.
- Ein Vierteljahrhundert Deutschsprachige Gemeinschaft. In: Exil-P.E.N., Zuhause nur im Wort – Eine Anthologie der Schriftstellerinnen und Schriftsteller im Exil Deutschsprachiger Länder. Ludwigsburg 2009, ISBN 978-3-937139-64-7, S. 196–201.
- Karl-Heinz Lambertz (Hrsg.): Die Grenzregionen als Labor und Motor kontinentaler Entwicklungen in Europa – Berichte und Dokumente des Europarates sowie Reden zur grenzüberschreitenden Zusammenarbeit in Europa. St. Gallen 2010, ISBN 978-3-03751-243-2.
- Karl-Heinz Lambertz, Joëlle Ramackers: Der Kongress der Gemeinden und Regionen des Europarates: Einführung und Ausblick. In: Europäisches Zentrum für Föderalismus-Forschung Tübingen, Jahrbuch des Föderalismus 2010 – Föderalismus, Subsidiarität und Regionen in Europa. Baden-Baden 2010, S. 435–447.
- Karl-Heinz Lambertz: Lehren aus der grenzüberschreitenden Kooperation in Westeuropa für die Zusammenarbeit in den Grenzregionen an den neuen EU-Binnengrenzen nach der Osterweiterung. In: Harald Zschiedrich (Hrsg.), Wirtschaftliche Zusammenarbeit in Grenzregionen: Erwartungen – Bedingungen – Erfahrungen. BWV.Berliner Wissenschafts-Verlag 2010, ISBN 978-3-8305-1867-9, S. 41–46.
- Karl-Heinz Lambertz (Hrsg.), Europäisches Zentrum für Föderalismus-Forschung Tübingen: Small is beautiful, isn’t it? II – Beiträge zur Klein(glied)staaten- und Minderheitenforschung. Baden-Baden 2011, ISBN 978-3-9810143-6-5.
- Karl-Heinz Lambertz: L'état de la coopération transfrontalière en Eurôpe. In: Birte Wassenberg, Joachim Beck, Living and Researching Cross-Border Cooperation (Volume 3): The European Dimension. Contributions from the research programme on cross-border cooperation of the University Strasbourg and the Euro-Institute.Stuttgart 2011, ISBN 978-3-515-09863-2, S. 59–66.
- Karl-Heinz Lambertz: Auswirkungen der Finanz- und Wirtschaftskrise auf den ökonomischen und politischen Status von Regionen im internationalen Vergleich unter besonderer Berücksichtigung der Situation im Königreich Belgien In: Rudolf Hrbek, Peter Bußjäger, Occasional Papers (Nr. 38): Finanzkrise, Staatsschulden und Föderalismus – Wege der Krisenbewältigung. Tübingen 2011, ISBN 978-3-9810143-7-2, S. 7–11.